# 존 데일리 (신부)
정일우(鄭日祐) 또는 존 데일리(John Vincent Daly, 요한, 1935년 11월 21일 ~ 2014년 6월 2일)는 아일랜드계 미국인으로 태어나 40년 가까이 대한민국에서 활동한 예수회 신부이자 빈민운동가이다.
미국 일리노이주 출신인 정일우는 1953년 8월 8일 예수회에 입회하여 1960년 9월 예수회 신학생 신분으로 처음 한국에 왔고, 1963년 실습이 끝난 후 미국으로 돌아가 세인트루이스대학에서 신학을 공부한 뒤 1966년 사제서품을 받고, 고등학교 은사인 고(故) 바실 프라이스 신부(2004년 선종)의 영향으로 한국을 떠난 지 4년 뒤인 1967년에 다시 한국으로 와서 서강대학교에서 교편을 잡았다.
정일우 신부의 은사 프라이스 신부는 서강대학교 설립의 주역으로, 1966년 국내 최초로 노동문제연구소를 열고, 이후 34년 동안 노동자들을 위해 헌신했다. 노동자들에게 노동법과 노조활동, 단체교섭 방법 등을 가르친 우리나라 노동운동의 선구자이다.
서강대학교에서 신학을 가르치고 예수회 수련장으로 일하고 있던 정일우 신부는 그 자신에 대해 ‘복음을 입으로만 살고 있다’는 강한 의구심이 생겼다. 이에 정일우 신부는 1973년 예수회 수련장에서 물러나고 찾아 들어간 청계천 판자촌에서 평생 동지였던 ‘배달학당’ 야학 교장으로 활동하고 있던 고 제정구 선생(1944~1999, 바오로)과 처음 만났다.
이후 제정구 선생과 정일우 신부는 1975년 11월 양평동 판자촌 생활을 시작으로 철거민 집단이주 마을로 복음자리(1977년), 한독주택(1979년), 목화마을(1985년)을 건립하였다.
양평동 판자촌 일대가 재개발되면서 주거민을 이끌고 집단 이주해 조성한 공동체가 '복음자리 마을'이고, 이 복음자리 공동체에서 만든 제품이 복음자리 딸기잼이다.
1980년대는 목동, 상계동 등 강제철거에 맞서 도시빈민운동에 함께 하였다. 1985년 천주교 도시빈민회, 1987년 천주교 서울대교구 빈민사목위원회를 교구장 자문기구로 설립하는데 기여하였으며, 1988년 민중주거쟁취 아시아연합 설립에도 도움을 주었다.
이러한 공로를 인정받아 정일우 신부는 1986년에 아시아의 노벨상으로 불리는 막사이사이상을 고 제정구 전의원과 공동으로 수상하였다.
정일우 신부는 1991년 서울 마포구 공덕동 빈민촌에 ‘한몸공동체’를 세웠다. 청소년들의 쉼터, 외국인 노동자들 쉼터, 농촌의 누룩공동체 등 예수회 사회사도직은 도시빈민, 이주노동자, 약물청소년, 아이들 공부방, 농촌 분야로 확산되었다.
1997년 대한민국으로 귀화한 정일우 신부는 도시빈민 운동이 교회와 사회에서 자리잡아 가면서 산업화 과정에서 정부의 값싼 노동력 제공과 저가 미곡정책으로 희생을 강요 당한 농촌으로 눈을 돌려 농민들을 위한 신앙과 생활 공동체인 '예수회 누룩공동체'를 충북 괴산군 삼송리에 세웠다.
정 신부는 누룩공동체의 삼송리 농부생활 8년을 마감하고, 2002년 4월 예수회 사회사도직위원회 초대 위원장으로 임명되어 서울 무악동 '한몸공동체'로 다시 왔다. 그러면서 2006년까지 예수회 제3수련장을 맡았다.
정일우 신부는 2004년 70살 생일을 앞두고 63일간 지속한 단식으로 건강이 악화되어 서울 평창동 성이냐시오집에서 요양해오다, 2014년 6월 2일 선종하였다.

## 참고 문헌
- 서울대교구 보도자료:"貧者의 친구" 10주기 추모행사 - 한국천주교주교회의[깨진 링크(과거 내용 찾기)]

## 영화
- 2017년 내 친구 정일우